# Cearbhall Ó Dálaigh
Cearbhall Ó Dálaigh (12 de febrero de 1911, Bray, Irlanda-21 de marzo de 1978, Dublín, Irlanda) es un político irlandés, quinto Presidente de Irlanda (cargo al cual renunció), desde 1974 hasta 1976. Tiene una notable carrera legal, fue Juez Presidente de Irlanda.

## Primeros años
Cearbhall Ó Dálaigh nació el 12 de febrero de 1911 en la calle 85 Calle Principal, Bré (Bray), County Wicklow, Irlanda. Era el hijo de Richard Daly, en La tienda de McCabe de pescado y aves de corral. Finalmente llegó a la gestión de la tienda de la empresa en Bray. 
Cearbhall tenía un hermano mayor; Aonghus, y dos hermanas menores; Úna y Nuala. Fue bautizado en la Iglesia del Santísimo Redentor, y fue a la escuela St Cronan del BNS.